# Эбаргуль
Эбаргу́ль (тат. Эбәркүл) — деревня в Усть-Ишимском районе Омской области. Входит в состав Ярковского сельского поселения.

## История
По переписи 1897 года в деревне проживало 207 человек, из них 204 татара и 3 бухарца. В 1926 году состояла из 61 хозяйства, основное население — бухарцы. В административном отношении являлась центром Эбаргульского сельсовета Усть-Ишимского района Тарского округа Сибирского края.

## Население
| 1926 | 2010 |
| ---- | ---- |
| 273  | ↘200 |

## Улицы
- ул. Береговая,
- ул. Молодёжная,
- ул. Новая,
- ул. Озёрная,
- ул. Центральная.